# Solo MK 40
Die MK 40 ist ein Mokick mit Zweitaktmotor der Marke Solo Kleinmotoren.
Hergestellt wurde es in Aveiro (Portugal) von Metalurgia Casal S.A.R.L. Bei Solo wurden nur noch der Motordeckel und der Dekorsatz der von Casal gelieferten Maschinen ergänzt.
Vertrieben wurden diese Mokicks dann über die Kaufhof Warenhaus AG. Über das Versandhaus Quelle wurde das baugleiche Modell unter dem Namen MARS MS 40 verkauft. Im Wesentlichen unterschieden sich diese beiden Modelle nur durch die Art der Lackierung (die Mars hatte einen Chrom-Tank) und den Namen.
Angetrieben wird das rund 91 Kilogramm schwere Mokick von einem 2,7 PS (2 kW) starken Motor, der einen Hubraum von 49 cm³ besitzt. Geschaltet wird über ein Vierganggetriebe, das per Fuß betätigt wird. Der von Casal produzierte Motor war ein Lizenznachbau des Zündapp GTS 50.
Außerdem kann das Mokick mit folgenden Zusatzeinrichtungen unabhängig voneinander ausgerüstet werden: Rahmenunterzug, Sturzbügel und einem Fahrtrichtungsanzeiger. Die MK 40 bietet Platz für zwei Passagiere.
Die SOLO MK 40 war das einzige Mokick mit Duplexbremse und Aluminium-Hochschulterfelgen.
Die Maschine wurde etwa ab dem Jahre 1978 produziert. Wenige Jahre später folgte eine überarbeitete Version mit Blinkeranlage und einer verstärkten Lichtmaschine. Der Motor der MK 40 II wurde zudem weiterentwickelt, eine effizientere Verbrennung sorgt für mehr Leistung.
Die MK 40 ist ein Oldtimer und seit Jahren kaum noch zu haben. Ersatzteile sind schwer bis gar nicht mehr zu bekommen. Ersatzpapiere sind noch heute bei der Firma Solo zu bekommen.
Mittlerweile werden in Internet-Auktionen Lagersätze für den CASAL-Motor angeboten. Fachkundige Schrauber können somit den Motor, der mit Zündapp Ähnlichkeiten hat, wieder instand setzen. Der CASAL-Motor ist eine eigenständige Entwicklung von CASAL, dessen „Wurzel“ aus dem  GTS-50-Motor von Zündapp entstammte. Die Kurbelwellenzapfen verfügen über einen Durchmesser von 17 mm.
Durch das Internet ist es möglich, verbliebene Ersatzteile bei diversen Händlern und Privatpersonen in einem portugiesischen Kleinanzeigenteil zu erhalten. Dabei sind die passenden Zylinder besonders interessant, da diese ungedrosselt sind. In Deutschland mussten aufgrund staatlicher Vorschriften entsprechende Drosselungen vorgenommen werden, damit die zulässige Höchstgeschwindigkeit gemäß der geltenden StVZO nicht überschritten wird.
Für die Wertermittlung gibt es keine Notierungen.